# 比肖普維爾 (馬里蘭州)
比肖普維爾（英語：Bishopville）是位於美國馬里蘭州烏斯特縣的一個普查規定居民點。

## 人口
根據2020年美國人口普查的數據，比肖普維爾的面積為7.49平方千米，當中陸地面積為7.41平方千米，而水域面積為0.08平方千米。當地共有人口499人，而人口密度為每平方千米66.62人。